# Johan Ludvig Mansa
Johan Ludvig Mansa, född den 10 april 1740 i Zweibrücken, död den 13 april 1820 på Fredensborg, var en tyskfödd dansk trädgårdsmästare, far till Frederik Vilhelm och Jacob Henrik Mansa. 
År 1765 kom Mansa, vars far var hovträdgårdsmästare, till Danmark och blev trädgårdsmästare på herresätet Fuglsang. På 1780-talet fick han anställning som trädgårdsmästare och slottsförvaltare på Marienlyst vid Helsingør och 1794 som trädgårdsmästare vid Frederiksborgs slottsträdgård. Slutligen blev han 1799 anställd som trädgårdsmästare och slottsförvaltare vid Fredensborgs slott. Mansa utmärkte sig speciellt som pomolog, men också på landskapsträdgårdsmästeriets område inlade han förtjänster, särskilt vid omläggning av trädgårdar från fransk til engelsk stil. 
Mansa skrev Havekatekismus eller Grundregler for nyttige Havevæxters Dyrkning i Danmark (1787), belönat av Kungliga danska lanthushållningssällskapet. Skriften utkom första gången 1789, efter att den på Lanthushållningssällskapets initiativ hade blivit fackgranskad av två trädgårdskunniga män: inspektör Christian Franz Schmidt och den botaniske trädgårdsmästaren Niels Bache. Femte upplagan utkom 1843 (ombesörjd av sonen trädgårdsmästare J.L. Mansa). Vidare utkom 1798 Udkast til Haveanlæg i den engelske Stil samt Anvisning til at inddele og beplante smaa Partier, 2 häften. Slutligen bevaras i den Bülowska manuskriptsamlingen i Sorø i handskrift: Om Havedyrkningen.